# تيم جورجي
تيم جورجي (بالألمانية: Tim Georgi)‏ هو متسابق دراجات نارية ألماني، ولد في 16 مايو 2000 في برلين في ألمانيا.

## وصلات خارجية
- تيم جورجي على موقع MotoGP.com (الإنجليزية)
- تيم جورجي على موقع WorldSBK.com (الإنجليزية)
- تيم جورجي على موقع AS.com (الإسبانية)
- الموقع الرسمي